# Josef Dobrovský

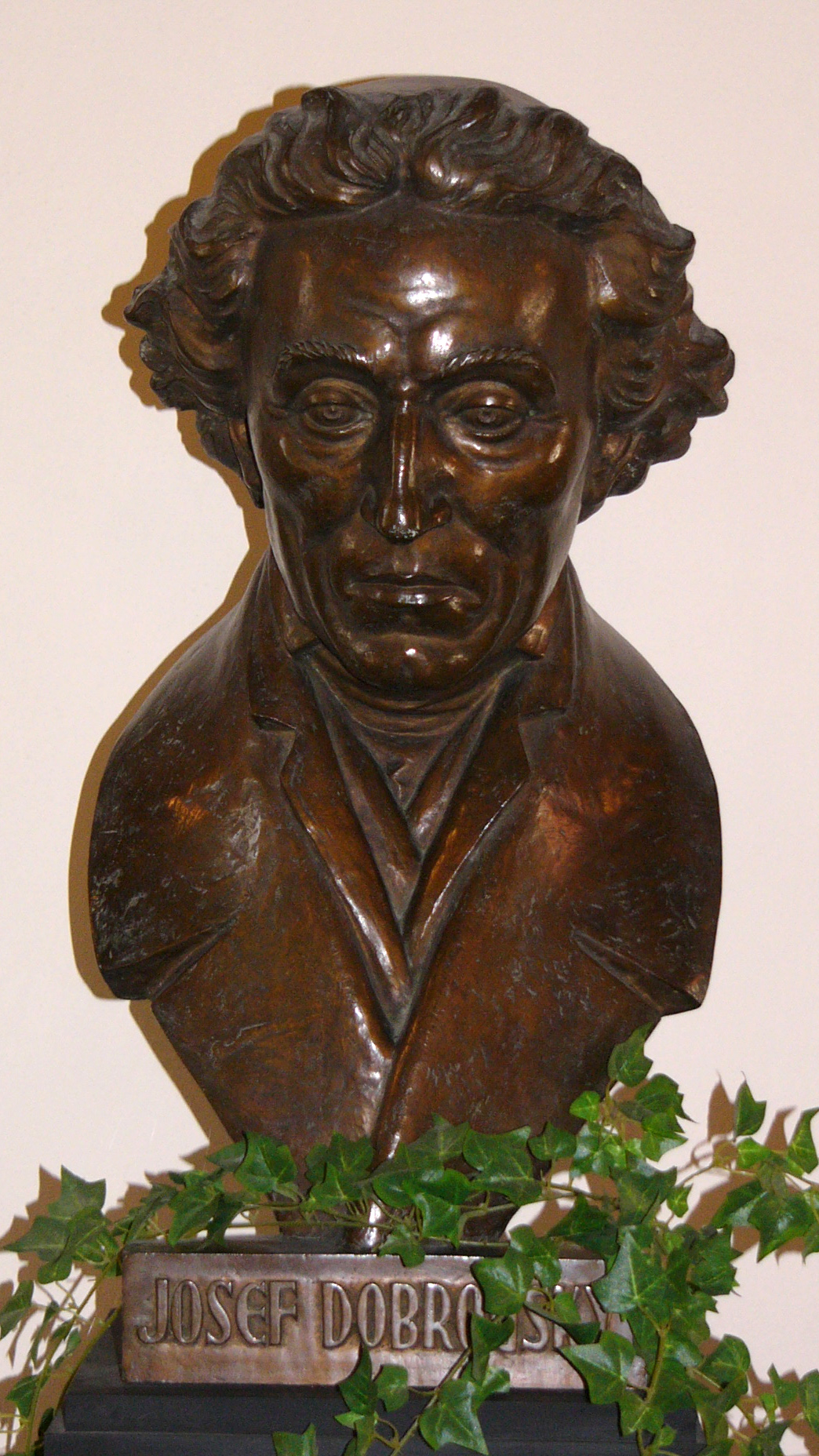
Mellszobra a Hradisko kolostor könyvtárában

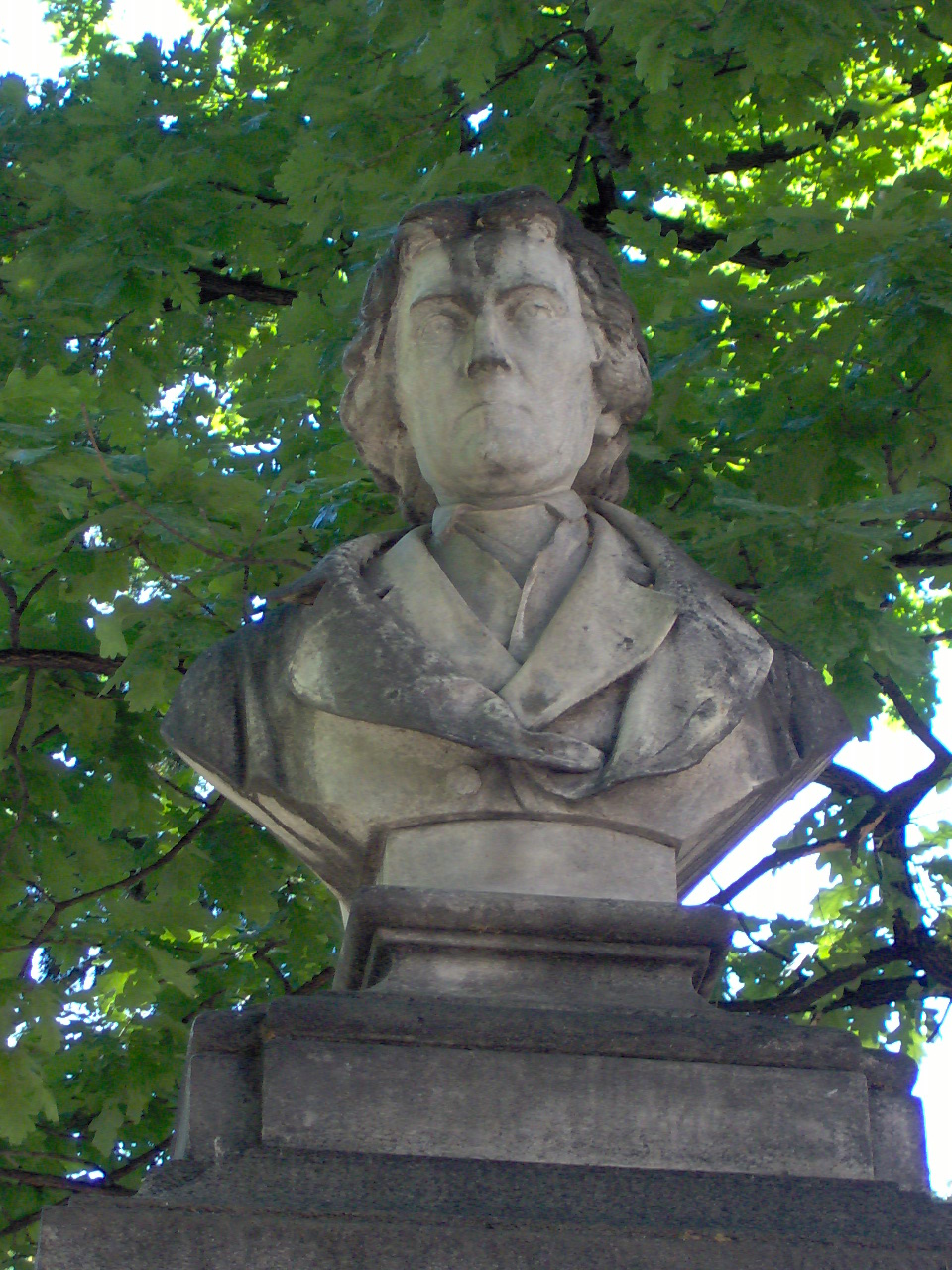
Mellszobra a Kampán Prágában

Josef Dobrovský (magyarosan: Dobrowsky József) (Balassagyarmat, 1753. augusztus 17. – Brünn, 1829. január 6.) filozófiai doktor, jezsuita rendi szerzetes, a szlavisztika megalapítója, a cseh felvilágosodás nagy alakja.

## Életpályája
Daubrawsky Jakab cseh dragonyosőrmester fiaként született. Már gyermekkorában Prágába került, ahol bölcsészeti tanulmányait folytatta. 1772-ben a jezsuita rendbe lépett; e rend feloszlatása (1773.) után is folytatta a teológiát és főleg a keleti nyelveket tanulmányozta. A Nostiz grófi család körében házi nevelőként működött. Utazott Svéd- és Oroszországban, Itália északi részén, Tirolban és Magyarországon is; élményeinek rajzát ki is adta. Cirillről és Metódról írt munkájában a szlavisztika alapjait rakta le. Megírta a cseh irodalom történetének összefoglalását. Több tudós társaság tagja volt. 

## Emlékezete
Lakóháza Prágában a Kampa-szigeten a Liechtenstein-palotával szemben álló kis kerti ház volt. A tudós emlékműve (T. Seidan alkotása, 1891) a ház előtt áll.

## Főbb munkái
- Fragmentum Pragense Evangelii S. Marci vulgo autographi (Pragae,  1778)
- Ueber die Ergebenheit und Anhänglichkeit der slavischen Völker an das Erzhaus Oesterreich (Prága, 1791)
- Geschichte der bömischen Sprache und Literatur (A cseh nyelv és irodalom története 1826-ig (átdolgozott kiadás, Prága,  1818)
- Institutiones Linguae Slavicae dialecti veteris (Prága, 1822)
- Cyrill und Methud der Slaven Apostel, historisch-kritischer Versuch. Uo. 1823

## Ajánlott irodalom
- Johann Ritter von Rittersberg: Abbé Joseph Dobrowsky. Biographische Skizze (Prága, 1829)
- Frantisek Palacky: Joseph Dobrowsky`s Leben und gelehrtes Wirken. Praga, 1833
- August-Anton Glückselig: Biographie des Abbé Joseph Dobrowsky. Praga, 1837
- Slovník českých spisovatelů, Libri, Praga, 2000
- Edward L. Keenan: Josef Dobrovsky and the Origins of the Igor? Tale (Harvard Series in Ukrainian Studies)
- J. Vlček: Dějiny české literatury III, Praga, 1960
- M. Machovec: Josef Dobrovský, Praga, 1964
- František Kutnar: Přehledné dějiny českého a slovenského dějepisectví I, Praga, 1973